# زيمرن
زِمَرن أو زيمرن (بالألمانية: Simmern) هي بلدة ألمانية تقع في ألمانيا في راينلند بالاتينات. يقدر عدد سكانها بـ 7,791 نسمة .

## المناخ
يظهر الجدول التالي التغييرات المناخية على مدار السنة لزِمَرن:
| البيانات المناخية لـزيمرن         | البيانات المناخية لـزيمرن | البيانات المناخية لـزيمرن | البيانات المناخية لـزيمرن | البيانات المناخية لـزيمرن | البيانات المناخية لـزيمرن | البيانات المناخية لـزيمرن | البيانات المناخية لـزيمرن | البيانات المناخية لـزيمرن | البيانات المناخية لـزيمرن | البيانات المناخية لـزيمرن | البيانات المناخية لـزيمرن | البيانات المناخية لـزيمرن | البيانات المناخية لـزيمرن |
| الشهر                             | يناير                     | فبراير                    | مارس                      | أبريل                     | مايو                      | يونيو                     | يوليو                     | أغسطس                     | سبتمبر                    | أكتوبر                    | نوفمبر                    | ديسمبر                    | المعدل السنوي             |
| --------------------------------- | ------------------------- | ------------------------- | ------------------------- | ------------------------- | ------------------------- | ------------------------- | ------------------------- | ------------------------- | ------------------------- | ------------------------- | ------------------------- | ------------------------- | ------------------------- |
| متوسط درجة الحرارة الكبرى °م (°ف) | 1 (34)                    | 2 (36)                    | 7 (44)                    | 11 (52)                   | 15 (59)                   | 18 (65)                   | 20 (68)                   | 19 (66)                   | 17 (63)                   | 12 (53)                   | 6 (42)                    | 2 (36)                    | 11 (52)                   |
| متوسط درجة الحرارة الصغرى °م (°ف) | −3 (26)                   | −3 (26)                   | 0 (32)                    | 3 (38)                    | 7 (44)                    | 10 (50)                   | 12 (53)                   | 11 (52)                   | 9 (49)                    | 6 (42)                    | 2 (35)                    | −2 (29)                   | 4 (40)                    |
| الهطول مم (إنش)                   | 64 (2.5)                  | 58 (2.3)                  | 48 (1.9)                  | 43 (1.7)                  | 69 (2.7)                  | 69 (2.7)                  | 76 (3)                    | 86 (3.4)                  | 51 (2)                    | 53 (2.1)                  | 56 (2.2)                  | 66 (2.6)                  | 740 (29.2)                |
| المصدر: Weatherbase               |                           |                           |                           |                           |                           |                           |                           |                           |                           |                           |                           |                           |                           |

## أعلام
- دوروثيا سوزان من سيمرن
- ميخائيل ليندن
- توماس ستيفن